# David Kelly (bahamski żeglarz)
David Albert Charles Kelly (ur. 25 marca 1932 w Nassau, zm. 11 marca 2009 w Nowym Jorku) – bahamski przedsiębiorca i żeglarz, olimpijczyk.

## Życiorys
Dwukrotny uczestnik igrzysk olimpijskich (IO 1968, IO 1972). Startował w klasie Dragon. Podczas swoich olimpijskich występów zajął odpowiednio 16. i 19. miejsce. Pojawił się także na mistrzostwach świata w klasie Star. Z bratem Basilem osiągnął 5. miejsce w roku 1955 i 15. miejsce w roku 1957. W 1960 roku uplasował się na 20. miejscu (partner: Foster Clarke). W 1962 roku zwyciężył wraz z Basilem w Bacardi Cup.
Wraz z żoną Nancy prowadzili w Nassau mały sklep „Kelly’s” (założony w 1927 roku), który z czasem rozbudowali do wielkopowierzchniowego domu towarowego, zatrudniającego w 2009 roku ponad 300 osób. Był to wówczas jeden z największych i najstarszych sklepów detalicznych na Bahamach. Część zysków przeznaczali na działalność charytatywną. Był także prezesem Nassau Motor Company Ltd. W 2008 roku został odznaczony przez królową Elżbietę II Orderem Imperium Brytyjskiego.
Z żoną Nancy miał trzech synów, którymi byli: Andrew, Gregory i Scott. Jego braćmi byli Basil i Godfrey, również żeglarze i olimpijczycy.